# 蒋文良
蒋文良（1940年—），男，四川合川人，中华人民共和国政治人物，曾任中国教育工会主席，中华全国总工会主席团委员，第八、九届全国政协委员。